# Liga de Voleibol Superior 2018
La Liga de Voleibol Superior 2018 si è svolta dal 6 aprile al 6 maggio 2018: al torneo hanno partecipato 4 squadre di club dominicane e la vittoria finale è andata per la prima volta al Caribeñas.

## Regolamento
La competizione prevede una stagione regolare composta da tre round-robin, al termine dei quali:
- La prima classificata ha acceduto direttamente alla finale play-off, al meglio dei cinque giochi.
- La seconda e la terza classificata hanno acceduto alla semifinale play-off, al meglio delle tre gare.

### Criteri di classifica
Se il risultato finale è stato di 3-0 sono stati assegnati 5 punti alla squadra vincente e 0 a quella sconfitta, se il risultato finale è stato di 3-1 sono stati assegnati 4 punti alla squadra vincente e 1 a quella sconfitta, se il risultato finale è stato di 3-2 sono stati assegnati 3 punti alla squadra vincente e 2 a quella sconfitta.
L'ordine del posizionamento in classifica è stato definito in base a:
- Numero di partite vinte;
- Punti;
- Ratio dei punti realizzati/subiti;
- Ratio dei set vinti/persi;
- Vittoria nell'ultimo scontro diretto.

## Squadre partecipanti
Alla Liga de Voleibol Superior 2018 partecipano quattro squadre di club dominicane.
| Club       | Stagione | Città         | Impianto             | Stagione precedente |
| ---------- | -------- | ------------- | -------------------- | ------------------- |
| Caribeñas  | dettagli | Santo Domingo | Palacio del Voleibol | -                   |
| Cristo Rey | dettagli | Santo Domingo | Palacio del Voleibol | -                   |
| Guerreras  | dettagli | Santo Domingo | Palacio del Voleibol | -                   |
| Mirador    | dettagli | Santo Domingo | Palacio del Voleibol | -                   |

## Torneo

### Regular season

#### Primo round
| Prima giornata |                       |     |                            |
|                |                       |     |                            |
| 06-04          | Mirador - Cristo Rey  | 0-3 | 19-25, 20-25, 19-25        |
| 06-04          | Guerreras - Caribeñas | 1-3 | 27-29, 25-23, 25-27, 20-25 |

| Seconda giornata |                        |     |                                   |
|                  |                        |     |                                   |
| 08-04            | Guerreras - Mirador    | 3-0 | 25-22, 25-19, 25-20               |
| 08-04            | Caribeñas - Cristo Rey | 2-3 | 21-25, 25-15, 22-25, 25-17, 13-15 |

| \| Terza giornata \| \| \| \| \| \| \| \| \| \| 09-04 \| Mirador - Caribeñas \| 0-3 \| 15-25, 17-25, 15-25 \| \| 09-04 \| Cristo Rey - Guerreras \| 3-0 \| 25-15, 25-18, 25-18 \| |                        |     |                     |
| Terza giornata |                        |     |                     |
| |                        |     |                     |
| 09-04 | Mirador - Caribeñas    | 0-3 | 15-25, 17-25, 15-25 |
| 09-04 | Cristo Rey - Guerreras | 3-0 | 25-15, 25-18, 25-18 |

#### Secondo round
| Quarta giornata |                       |     |                            |
|                 |                       |     |                            |
| 11-04           | Guererras - Caribeñas | 1-3 | 23-25, 25-23, 18-25, 19-25 |
| 11-04           | Mirador - Cristo Rey  | 0-3 | 22-25, 14-25, 22-25        |

| Quinta giornata |                        |     |                                   |
|                 |                        |     |                                   |
| 13-04           | Caribeñas - Cristo Rey | 3-2 | 17-25, 19-25, 25-21, 25-19, 15-13 |
| 13-04           | Mirador - Guerreras    | 3-2 | 25-23, 25-22, 24-26, 12-25, 15-8  |

| \| Sesta giornata \| \| \| \| \| \| \| \| \| \| 15-04 \| Cristo Rey - Guerreras \| 3-0 \| 25-15, 25-19, 26-24 \| \| 15-04 \| Mirador - Caribeñas \| 0-3 \| 13-25, 18-25, 16-25 \| |                        |     |                     |
| Sesta giornata |                        |     |                     |
| |                        |     |                     |
| 15-04 | Cristo Rey - Guerreras | 3-0 | 25-15, 25-19, 26-24 |
| 15-04 | Mirador - Caribeñas    | 0-3 | 13-25, 18-25, 16-25 |

#### Terzo round
| Settima giornata |                       |     |                                   |
|                  |                       |     |                                   |
| 18-04            | Mirador - Cristo Rey  | 2-3 | 23-25, 25-17, 25-20, 11-25, 12-15 |
| 18-04            | Guerreras - Caribeñas | 0-3 | 17-25, 20-25, 27-29               |

| Ottava giornata |                        |     |                                  |
|                 |                        |     |                                  |
| 20-04           | Mirador - Guerreras    | 2-3 | 25-18, 25-22, 21-25, 15-25, 9-15 |
| 20-04           | Caribeñas - Cristo Rey | 3-0 | 25-13, 25-19, 25-13              |

| \| Nona giornata \| \| \| \| \| \| \| \| \| \| 22-04 \| Mirador - Caribeñas \| 0-3 \| 23-25, 20-25, 18-25 \| \| 22-04 \| Cristo Rey - Guerreras \| 3-2 \| 19-25, 25-14, 25-19, 18-25, 15-11 \| |                        |     |                                   |
| Nona giornata |                        |     |                                   |
| |                        |     |                                   |
| 22-04 | Mirador - Caribeñas    | 0-3 | 23-25, 20-25, 18-25               |
| 22-04 | Cristo Rey - Guerreras | 3-2 | 19-25, 25-14, 25-19, 18-25, 15-11 |

#### Classifica
| Pos. | Squadra    | Pt | G | V | P | SV | SP | Ratio | PF  | PS  | Ratio |
| ---- | ---------- | -- | - | - | - | -- | -- | ----- | --- | --- | ----- |
| 1.   | Caribeñas  | 38 | 9 | 8 | 1 | 26 | 7  | 3,714 | 776 | 657 | 1,181 |
| 2.   | Cristo Rey | 31 | 9 | 7 | 2 | 23 | 12 | 1,917 | 761 | 686 | 1,109 |
| 3.   | Guerreras  | 14 | 9 | 2 | 7 | 12 | 23 | 0,522 | 733 | 791 | 0,927 |
| 4.   | Mirador    | 7  | 9 | 1 | 8 | 7  | 26 | 0,269 | 625 | 761 | 0,821 |

      Ammessa in finale play-off scudetto.
      Ammesse in semifinale play-off scudetto.

### Play-off scudetto

#### Semifinali
| Gara 1 |                        |     |                     |
|        |                        |     |                     |
| 23-04  | Cristo Rey - Guerreras | 3-0 | 25-18, 25-20, 25-23 |

| Gara 2 |                        |     |                           |
|        |                        |     |                           |
| 25-04  | Guerreras - Cristo Rey | 3-1 | 18-25, 25-21 32-30, 25-22 |

| \| Gara 3 \| \| \| \| \| \| \| \| \| \| 26-04 \| Cristo Rey - Guerreras \| 3-0 \| 25-22, 25-16, 25-18 \| |                        |     |                     |
| Gara 3                                                                                                   |                        |     |                     |
| |                        |     |                     |
| 26-04 | Cristo Rey - Guerreras | 3-0 | 25-22, 25-16, 25-18 |

#### Finale
| Gara 1 |                        |     |                            |
|        |                        |     |                            |
| 29-04  | Caribeñas - Cristo Rey | 3-1 | 25-22, 23-25, 25-22, 25-17 |

| Gara 2 |                        |     |                            |
|        |                        |     |                            |
| 30-04  | Cristo Rey - Caribeñas | 3-1 | 25-22, 17-25, 25-23, 25-20 |

| Gara 3 |                        |     |                            |
|        |                        |     |                            |
| 02-05  | Caribeñas - Cristo Rey | 1-3 | 23-25, 21-25, 25-17, 18-25 |

| Gara 4 |                        |     |                                   |
|        |                        |     |                                   |
| 04-05  | Cristo Rey - Caribeñas | 2-3 | 14-25, 17-25, 25-23, 27-25, 14-16 |

| \| Gara 5 \| \| \| \| \| \| \| \| \| \| 06-05 \| Caribeñas - Cristo Rey \| 3-1 \| 18-25, 25-13, 25-21, 25-20 \| |                        |     |                            |
| Gara 5 |                        |     |                            |
| |                        |     |                            |
| 06-05 | Caribeñas - Cristo Rey | 3-1 | 18-25, 25-13, 25-21, 25-20 |

## Premi individuali[1]
| Premio                 | Nome            | Squadra    |
| ---------------------- | --------------- | ---------- |
| MVP                    | Prisilla Rivera | Caribeñas  |
| Miglior realizzatrice  | Gaila González  | Cristo Rey |
| Miglior attaccante     | Lisvel Eve      | Caribeñas  |
| Miglior muro           | Annerys Vargas  | Caribeñas  |
| Miglior servizio       | Gaila González  | Cristo Rey |
| Miglior palleggiatrice | Camil Domínguez | Caribeñas  |
| Miglior ricevitrice    | Brenda Castillo | Cristo Rey |
| Miglior difesa         | Brenda Castillo | Cristo Rey |
| Miglior libero         | Brenda Castillo | Cristo Rey |
| Miglior allenatore     | Cristian Cruz   | Caribeñas  |

## Classifica finale
| Pos | Squadra    |
| --- | ---------- |
| 1   | Caribeñas  |
| 2   | Cristo Rey |
| 3   | Guerreras  |
| 4   | Mirador    |